# Sishania flavopilata
Sishania flavopilata är en insektsart som beskrevs av Tang 1995. Sishania flavopilata ingår i släktet Sishania och familjen pärlsköldlöss. Inga underarter finns listade i Catalogue of Life.